# 古古·玛芭塔-劳
古古·玛芭塔-劳（英語：Gugu Mbatha-Raw，1983年4月13日—，/ˈɡuːɡuː əmˈbɑːtə rɔː/），原名古古雷特胡·索菲亚·穆巴塔（英語：Gugulethu Sophia Mbatha），英国舞台电影女演员。致力于英国电视和舞台作品，古古首个知名演出是在《神秘博士》扮演玛莎·琼斯的妹妹这一固定角色。她出演的美国作品也得到关注，曾出演过汤姆·汉克斯喜剧作品《愛情速可達》和电视短剧《触摸未来》和《秘谍夫妻》和《黑鏡第三季：聖朱尼佩洛》。古古在时代剧《佳人蓓尔》和爱情喜剧《灯光之外》中的表演赢得了一致好评，受到世界各地众多评论家的嘉奖。

## 早年
玛芭塔-劳1983年生于英格兰牛津。她的姓氏有父母的名字，“Gugulethu”是igugu lethu的缩写，祖鲁语“我们的骄傲”之意 。母亲安妮·劳是英国护士，父亲帕特里克·玛芭塔是南非共和国的医生，父亲是黑人，母亲是白人。玛芭塔-老在牛津郡小镇威特尼长大，就读于亨利·波斯学校，后于2001年搬到伦敦在皇家戏剧艺术学院受训。

## 影视作品
- 《洛基》第一及第二季（2021及2023年，電視劇）
- 《布魯克林孤兒》（2019）
- 《科洛弗悖論》（2018）
- 《美女與野獸》（2017）
- 《攻敵必救》（2016）
- 《黑鏡：聖朱尼佩洛》（2016，電視劇；第三季）
- 《烈火邊境》（2016）
- 《震盪效應》（2015）
- 《木星上行》（2015）
- 《灯光之外》（2014）
- 《小镇怪客托马斯》（2013）
- 《佳儿蓓尔》（2013，飾主角迪多·伊麗莎白·貝爾）
- 《触摸未来》（2012，電視劇）
- 《愛情速可達》（2011）
- 《迷夜惨遇》（2007）
- 《神秘博士》（2005，電視劇）